# Butiken
Butiken är en svensk delvis stopmotion-animerad dramafilm från 2022, i regi av Ami-Ro Sköld.

## Handling
I en nära framtid, präglad av kraftig inflation, arbetslöshet och en bostadsmarknad på gränsen till sammanbrott kämpar personalen på en matvarubutik mot allt hårdare anställningsvilkor. Samtidigt så överlever de boende i ett tältläger utanför butiksområdet genom att leva på butikens kasserade matvaror. Privata och samhälleliga konflikter intensifieras allteftersom levnadsförutsättningarna för samtliga inblandade försvåras.
Filmen växlar mellan spelfilm och stopmotionscener skapade av den italienska animatören Massimo Ottoni.

## Medverkande
- Lana Chahto som Fadi
- Alisa Sofia Paulsen som Kira
- Linda Faith som Eva
- Marcus Standoft som Patrik
- Arbi Alviati som	Aadi
- Sabrin Jaja som Gala
- Daysury Valencia som Jackie
- Magnus Sundberg som Ida
- Victor Iván som Johan
- Sarah Viktoria Engman som Miriam

## Mottagande
Ami-Ro Sköld nominerades till Guldbaggen för bästa regi vid Guldbaggegalan 2024. 